# Parc national du Diawling
Le parc national du Diawling (PND) est un parc national de Mauritanie. Créé en 1991, le PND est situé dans le bas-delta du fleuve Sénégal en rive droite et couvre une superficie centrale de plus de 16 000 ha et une zone périphérique de plus de 56 000 ha. Le parc fait partie de la wilaya (région) du Trarza et de la moughataa (département) de Keur Macène. Il se déploie sur le territoire de la commune de N’Diago.
Le PND voit le jour en 1991 dans un contexte de pressions environnementales fortes, compte tenu des conséquences des aménagements hydrauliques (barrages de Diama en 1985, Manantali en 1986 et annexes) sur le fleuve Sénégal, conjugués aux effets pervers des sécheresses des années 1970 et 1980. La destruction des habitats, la disparition de la biodiversité et l’exode rural étaient les conséquences directes de perturbation de cet écosystème deltaïque.
Le PND a été classé site Ramsar en 1994 pour l'importance de ses zones humides.

## Historique et raison d'être

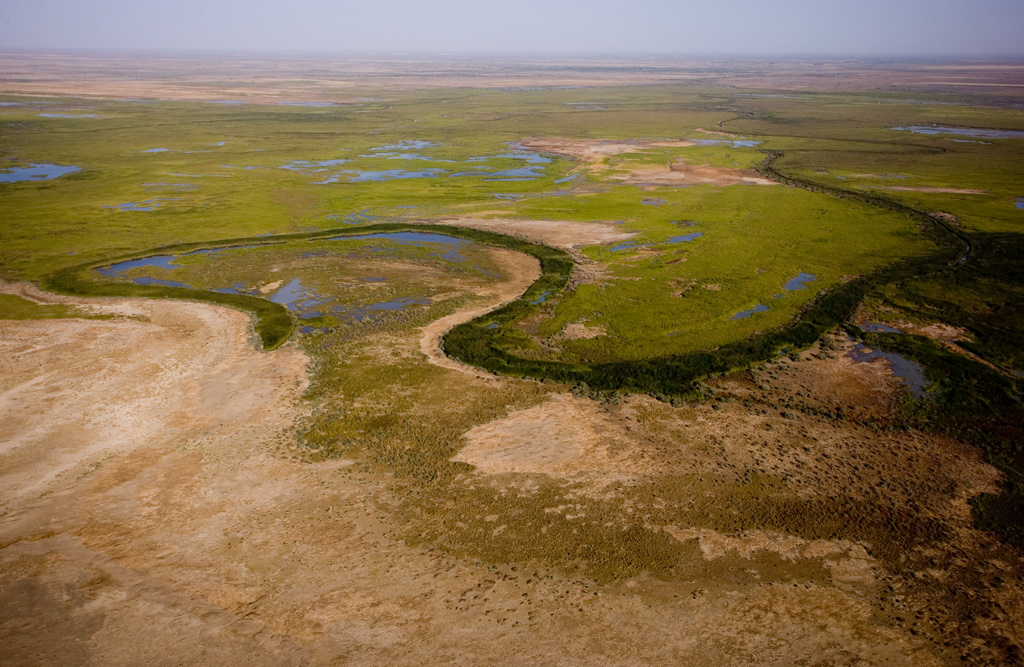
Vue aérienne du fleuve Sénégal.

### Un territoire riche
Jusque dans les années 1960, les zones humides du bas-delta du fleuve Sénégal étaient reconnues parmi les plus étendues et les plus riches de l’Afrique de l'Ouest. Ces zones, sièges d’une alternance entre eau douce de la crue du fleuve et eaux marines, favorisaient le développement d’une diversité biologique riche. À cette époque, les systèmes traditionnels d’exploitation contribuaient fortement à la subsistance de milliers de personnes qui dépendaient alors étroitement et presque exclusivement de l’utilisation des ressources naturelles de ces écosystèmes.

### Sécheresses des années 1970 et 1980
Néanmoins, à partir des années 1970, le delta a traversé une série de crises. Dans tout le Sahel, la sécheresse des années 1970 et 1980 a décimé le bétail et contraint les anciennes populations nomades à devenir sédentaires. Dans le même temps, les bonnes inondations sont devenues de plus en plus rares, le débit annuel moyen du fleuve diminuant presque de moitié, entraînant une raréfaction de ces ressources naturelles si précieuses pour l’activité économique locale. Pour subvenir à ses besoins, une partie importante de la population autochtone, le plus souvent des hommes, réalisait alors un exode rural massif, pour se diriger vers la capitale Nouakchott ou des villes en plein essor au Sénégal, dans lesquelles ils tenaient de petits magasins ou cherchait des opportunités de travail dans les travaux de construction ou la pêche maritime.

### Construction des barrages de Diama et de Manantali
En novembre 1985, la construction du barrage de Diama dans la basse vallée du fleuve, à 23 km en amont de Saint-Louis, n’a rien arrangé à la situation déjà dégradée du bas-delta. Ce barrage a été mis en service dans le double but de prévenir l'intrusion d'eau salée qui pénétrait jusqu'à 350 km en amont dans la vallée du bas Sénégal et de réguler le débit de la saison des pluies du fleuve, le tout afin de favoriser l’agriculture sur les hautes rives du fleuve par des conditions plus clémentes (eau douce, et niveau d’eau constant au fil de l’année). Trois ans plus tard, en 1988, le barrage de Manantali au Mali finira de déstabiliser le fonctionnement hydrologique du delta, jusqu’à le rendre quasiment désertique et non-vi(v)able pour toute espèce, qu’elle soit végétale, animale ou humaine. Par exemple, les surfaces inondées du PND propices à la production de nénuphars ont été asséchées par la construction du barrage de Diama, et le Sporobolus robustus utilisé comme matière première dans la confection de nattes avait quasi-disparu, là où il pouvait couvrir avant des milliers d’hectares de plaine inondable.

### Création de l'aire protégée en 1991
C’est dans ce contexte que l’UICN recommande en 1989 la constitution d’une aire protégée, qui se concrétise par la création du PND en 1991. Il s’agit alors pour le parc de s’affirmer comme le cœur de gouvernance du système socio-écologique formé par le bas-delta du fleuve Sénégal, avec des objectifs qui s’inscrivent pleinement dans la reconnaissance de ce rôle clé pour la gestion durable de la zone : 
- la gestion hydrologique du bas-delta du fleuve Sénégal ;
- la restauration et conservation des valeurs écologiques, des écosystèmes et de la biodiversité ;
- le développement des activités socio-économiques génératrices de revenus compatibles avec la conservation des ressources naturelles, dans une optique de développement durable.

Après une première phase de tâtonnement et de méfiance au sein des populations locales dans le début des années 1990, la direction du PND s’est vite approprié la complexité socio-écologique de cette zone sensible, et par une démarche de concertation et de dialogue, a conçu un système exemplaire de gestion du bas-delta, en accord avec les besoins en eau des différentes activités traditionnelles, tout en prenant en compte les contraintes propres à la sauvegarde de ce joyau de biodiversité.

### Après 30 ans d’existence, des résultats probants en matière de restauration et de conservation
Après plus de trente ans d’efforts de restauration et conservation à la fois sur les plans écologiques et socio-économiques, le parc a su réhabiliter avec succès les écosystèmes et les activités humaines, tous deux intimement liés, pour redevenir un site majeur en termes de biodiversité.
D’après une étude publiée en 2020, le Diawling est le seul parc du Réseau des Aires Marines Protégées d’Afrique de l’Ouest (RAMPAO) à montrer une évolution globalement positive de tous ses habitats, alors même que c’est l’un des parcs le plus sous pression du réseau. Les écosystèmes de ce milieu estuarien ont ainsi pu être restaurés, redessinant un paysage riche et varié : en plus d’une jonction entre désert, océan et fleuve, on y trouve des estuaires, des îled, des écosystèmes de mangroved, des dunes intérieures, une dune côtière, des plaines inondables et le fleuve Sénégal.
Ces succès probants se sont aussi concrétisés par un retour de la biodiversité (restauration et conservation biologique et écologique). En 1993, on répertoriait dix individus sur trois espèces d’oiseaux d’eau seulement ; aujourd’hui, en cumulant oiseaux d’eau et terrestres, et/ou migrateurs et résidents, ce sont plus de 369 espèces d’oiseaux qui trouvent aujourd’hui refuge au PND, dont 18 ayant des statuts de protection (en voie de disparition, menacé, critique de la Red List de l’UICN). Cette extraordinaire reconquête de la biodiversité a fait du Parc et de sa zone périphérique un site d’importance internationale pour les oiseaux d’eau, reconnu comme zone humide Ramsar. Enfin, plus de 65 espèces de poissons, 39 de mammifères, 17 de lézardd, 15 de serpents, 5 d’amphibiens, et même 3 de tortues et 1 de crocodile résident au sein du PND (dénombrement non exhaustif). Toutes ces espèces animales et végétales ont pu trouver au Diawling un espace propice à leur reproduction et à leur développement, expliquant ce retour massif de la biodiversité.
Par ailleurs, l’amélioration de la disponibilité des ressources naturelles dans les sites favorisés par les aménagements du parc a permis aux autochtones de reprendre leurs activités passées et, par la suite, de faire revenir les populations autrefois résidentes. Les activités traditionnelles, qui avaient été sévèrement menacées par la disparition d’espèces à forte valeur économique et fourragère, génèrent aujourd’hui une valeur ajoutée totale d’environ 336 millions de MRU par an pour la population locale. Les ressources naturelles contribuent donc indéniablement à fournir des moyens de subsistance à des ménages fortement dépendants de leur productivité, en améliorant leur niveau de revenu, leur sécurité alimentaire ou encore leur résilience face aux effets du changement climatique.

### De nouveaux défis
Malgré son rôle reconnu et indéniable sur les plans écologique et socio-économique, le PND fait actuellement face à des défis majeurs qui risqueraient d’impacter fortement l’équilibre et l’intégrité de ses écosystèmes et de ses activités traditionnelles. L’hydrologie de la zone est en constante modification, avec les pratiques et aménagements agricoles au Nord du parc (chenal d’irrigation, utilisation de pesticides…), le changement climatique qui assèche les bassins du parc et fait remonter la salinité, ou encore l’ouverture de la brèche de Saint-Louis en 2003 par le gouvernement sénégalais, qui cause aujourd’hui des intrusions marines dans toute la région. Or, la salinité est l’ennemie du retour des espèces végétales et animales, dont dépendent les communautés pour mener à bien leurs activités socio-économiques ; comme le Sporobolus, le nénuphar a besoin d’eau douce pour s’épanouir.
Dans le même temps, le développement économique de la région change de visage : en 2023, seront mis en service le projet de gaz offshore Grand-Tortue – Ahmeyim (GTA) situé au large du bas-delta, dans lequel BP a investi dès 2018, et le port multifonction de N’Diago, commandité en 2016 par l’État mauritanien et situé dans la zone périphérique du parc. Bientôt, « N’Diago ne sera plus N’Diago ». Toutes ces infrastructures vont accroître de fait la pollution (de l’eau, du sol, de l’air, déchets…), l’érosion, ou encore la prolifération des espèces envahissantes (Typha et Tamarix en particulier), qui vont affecter les zones productives d’espèces à forte valeur économique.
Ensuite, malgré ce contexte et la dépendance des populations à la richesse de la biodiversité, l’utilité de la biodiversité n’est, jusqu’à présent, pas suffisamment prise en compte dans les décisions économiques et politiques de la région, constituant une menace pour leur continuité. Si des initiatives sont progressivement mises en place pour alimenter le plaidoyer, comme l’étude « Initiative Valeur Verte » visant à quantifier la valeur des services écosystémiques rendus par le parc, elles sont encore insuffisantes.
Finalement, depuis la création du parc dans les années 1990, de nombreux changements écologiques radicaux n’ont pas fini de modifier les systèmes socio-écologiques, dont la gestion doit continuellement s’adapter pour parvenir à de nouveaux équilibres et faire face aux changements. Ces défis légitiment donc encore aujourd’hui le rôle du PND dans la région du bas-delta, et rendent toujours nécessaires ses actions de conservation et de protection de son capital naturel. En 2022, le PAG fera d’ailleurs l’objet d’une évaluation et une actualisation pour la période 2023-2027, qui tiendra compte de ces nouveaux défis pour continuer à préserver l’aire protégée aux niveaux écologiques et socio-économiques.

## Activités socio-économiques traditionnelles

### Cueillette et artisanat

#### Nattes traditionnelles à partir deSporobolus robustus
Au Diawling, les nattes sont traditionnellement confectionnées à partir de tiges de Sporobolus robustus cueillies dans le parc. Autorisée dès janvier, la cueillette du Sporobolus n’a réellement lieu que de fin avril à début mai, car les bassins doivent être complètement asséchés pour accéder facilement à l’ensemble des zones de cueillette. Les coopératives procèdent ainsi, à la main, à la cueillette du Sporobolus nécessaire pour l’ensemble de l’année (une seule période de cueillette dans l’année) ; après la cueillette, les tiges de la plante sont séchées pendant 10 à 15 jours (sur les toits des habitations pour les protéger des animaux), et stockées jusqu’à la confection de nattes.
Après la cueillette et le séchage, les tiges sont taillées pour des éléments droits de même taille, qui constituera la largeur, et nettoyées de toute trace de bourgeonnement afin qu’elles soient parfaitement lisses ; cette étape prend 3 à 5 jours. Pour confectionner les nattes, les femmes relient ensuite à l’aide d’une grande aiguille (appelée lichffé) tiges de Sporobolus et bandelettes de cuir tanné (fabrication du cuir tanné dans la zone du parc à partir de peaux et de gousses d’Acacia nilotica, ou achat du cuir déjà tanné à Nouakchott), parfois teintées avec des poudres colorantes (achetées à Nouakchott également), le plus souvent rouges, vertes ou jaunes. Ces lanières de cuir sont humidifiées avec l’eau pour qu’elles soient suffisamment assouplies pour permettre le tissage de la natte. Un couteau très tranchant (echevra ou el mousse) est requis pour la fabrication, afin de couper les peaux, tailler les tiges et couper à ras le reste du cuir une fois la natte terminée.
Chaque natte est confectionnée par un groupe de femmes (appelé twize) d’une même coopérative. Le principe du twize est basé sur l’entraide, puisque chaque femme s’engage à aider pour la confection des nattes. Les femmes sont alors assises les unes à côté des autres dans la longueur de la natte, et elles tissent ensemble et parallèlement la largeur. Le nombre de femmes nécessaires varient en fonction de la longueur de la natte, et le temps nécessaire pour sa confection selon la taille globale et la complexité de celle-ci ; cela peut varier de 2 femmes mobilisée pendant 2 jours pour une natte simple (aussi appelée natte claire ou natte blanche) d’1 m sur 1 m, à plus de 10 femmes pendant 2 semaines pour des nattes de plusieurs mètres de long (certaines nattes font 2, 3, 4 mètres de long ou plus !) comportant des motifs denses et complexes. La production annuelle de nattes est assez importante, pouvant atteindre plus de 150 nattes de tailles variées.
Néanmoins, cette activité est aujourd’hui gravement menacée, car elle ne produit pas un revenu suffisant et susceptible de rivaliser avec de nouvelles activités, plus rentables, comme le maraîchage. « Le tissage et la cueillette n’apportent pas beaucoup d’argent… Nous continuons à les pratiquer parce que beaucoup d’entre nous n’ont pas les moyens de s’adonner au maraîchage ou au commerce… Donc nous autres, nous sommes obligées de continuer par solidarité avec les autres femmes car c’est un système de twize… Celles qui ont les moyens de racheter aux autres le produit de leur cueillette s’en sortent généralement très bien avec parfois des profits de plusieurs centaines de milliers de MRO ». Le responsable de l’éco-développement au PND témoigne de cette tendance des femmes à abandonner l’artisanat ; selon lui, c’est une occupation pour celles qui n’en ont pas d’autre. De plus, le caractère aléatoire de l’activité et dépendant des pluies n’est pas un gage de sécurité pour les exploitants. Comme déjà mentionné, le système d’inondation entraîne une certaine incompatibilité entre les besoins de la pêche, qui requiert d’inonder les bassins plus longtemps, et la croissance du Sporobolus, qui ne germe pas si les champs restent longtemps immergés.

#### Graines et farine de nénuphar
Les nénuphars sont récoltés chaque année par les coopératives féminines, de fin octobre ou début novembre à janvier-février. Ces récoltes sont assez abondantes, permettant de produire de 350 à 600 kg de graines de nénuphar (sachant qu’un kg de la pomme du nénuphar = 150 g de graines commerçables).
À la suite de cette récolte, les femmes s’occupent de la transformation de ces graines, qui requiert 12 ou 13 étapes précises pour arriver au produit fini, prêt à être commercialisé (graines ou farine de nénuphar) ! L’ensemble de ces étapes nécessitent environ 6 à 7 jours de travail plein, mais cela peut s’étaler en réalité sur une période de 1 à 2 mois (temps de repos nécessaires entre certaines étapes, ou pas la capacité en termes de personnes, de temps et d’effort physique demandé de le réaliser en moins de temps). Peu de matériel est requis pour la production, si ce n’est des tamis, des pilons, des bassines en plastique, des balances. On compte 12 coopératives opérant dans la cueillette et la transformation de nénuphars, avec en moyenne 22 ou 23 femmes actives par coopérative.

#### Savons artisanaux à base d'espèces locales
La production de savons artisanaux a été récemment introduite au PND (depuis le mois de juillet ou d’août 2021 seulement). La productrice Khadijettou Moussa Ba a suivi une formation au Sénégal sur la production de savons, et a eu l’idée d’en implanter dans son village, à Sbeikha Bariel au PND, en créant une coopérative féminine dédiée.
Actuellement, la fabrication s’effectue de la manière suivante : on fait bouillir 5 L d’eau avec les feuilles de neem (Azadirachta indica), les feuilles de citron, les feuilles de concombre balsamite (Momordica balsamina) et les branches d’euphorbia (Euphorbia balsamifera), toutes des plantes issues de la zone du village. Après avoir filtré l’eau et laisser refroidir jusqu’à température ambiante, on ajoute 1 kg de soude. On mélange vigoureusement et de manière continue, pour pouvoir ajouter doucement et progressivement les différentes huiles (5 L d’huile de palme, 1 verre d’huile d’olive ou de dattier du désert (balanites aegyptiaca) et/ou 30 mL d’huile de baobab…). On continue de mélanger jusqu’à apparition de la « trace » ; parfois il faut jusqu’à une journée pour que la trace apparaisse ! Une fois la « trace » apparue, on peut transférer la préparation dans les moules, puis laisser reposer à l’abri de la lumière jusqu’à solidification du savon. Au total, une production d’une quarantaine de savons (sans compter l’étape de solidification) demande une journée complète (7-8 heures).

#### Autres filières d'artisanat et de cueillette
L’activité de cueillette génère différents produits, qui peuvent être utilisés soit pour l’alimentation, le pâturage du bétail, la construction, la maison, la médecine traditionnelle, l’hygiène, ou encore le tannage des peaux, et qui peuvent ensuite être utilisés comme matières premières pour l’artisanat.
| Alimentation                                                                            | Graines et farine de nénuphar ((Nymphea Alba et Nymphea Lotus), couscous local très prisé, riche en fibres et avec une faible teneur en sucres |
| Pâturage du bétail                                                                      | Echinochloa colonna, Prosopis |
| Tannage des peaux                                                                       | Gousses d’Acacia nilotica |
| Médecine traditionnelle                                                                 | Acacia tortilis, fruits d’Acacia nilotica (antiseptique), Boscia senegalensis, Cassia italica, Maytenus senegalensis (fièvre, maux d’estomac…) |
| Cosmétique, hygiène & bien-être                                                         | Savons locaux, à base d’espèces végétales disponibles au PND                                                                                   |
| Hygiène dentaire                                                                        | Commiphora africana, Maerua crassifolia, Salvadora persica (cure-dent)                                                                         |
| Construction                                                                            | Acacia tortilis (fixation des tentes), Typha domengensis                                                                                       |
| Énergie domestique                                                                      | Prosopis (charbon de bois) |
| Usage traditionnel : au sol dans la khaïma, mais peut constituer un objet de décoration | Nattes en Sporobolus robustus |
| Encens / parfum d’intérieur                                                             | Cyperus articulatus (Tare) |

Au total, l'artisanat implique 300 femmes regroupées en 16 coopératives qui pratiquent la cueillette, et génère 12 254 000 MRU de revenu annuel, soit 25 530 MRU/an/femme.

### Pêche
- 130 pêcheurs et 30 femmes mareyeuses (pour la transformation)[7]
- 450 tonnes de poisson pêché en moyenne par an : mulet (Mugilidae), poisson-chat (Ameiurus melas ou Clarias gariepinus)[6]
- 6 tonnes de crevetted pêchées en moyenne par an pour les deux espèces des Penaeidae (crevettes) : Penaeus kerathurus et Penaeus notialis[6]
- Poisson séché, appelé communément Guedj : production & exportation vers les centres urbains (Nouakchott, Rosso, Saint-Louis…)[7]

### Élevage
L’activité d’élevage traditionnel prospère au sein du parc : le cheptel total est estimé à 58 500 têtes en 2021, dont 16 000 bovins, 40 000 petits remuants (dont 10 000 moutons et 30 000 chèvres) et 2 500 camelins. Ces dernières années, le nombre de cheptels a quadruplé pour les petits ruminants, et triplé pour les vaches et dromadaires. Il a aussi été constaté une importante arrivée de dromadaires en raison de la régénération du couvert végétal et des ressources fourragères, le tout grâce à une gestion durable de l’eau.

### Maraîchage
Activité non traditionnelle, le maraîchage a été introduit comme activité génératrice de revenus par le PND dans sa zone périphérique, grâce à la gestion durable des eaux qui a permis l’adoucissement de la nappe phréatique. Depuis peu, les populations locales diversifient les espèces cultivées : si le navet ou l’oignon restent majoritaires dans la production, on voit à présent des plants de tomates, d’aubergines, de piments, de carottes, de courges, de gombo ou encore de choux.
- 400 tonnes de légumes par an[6]
- 255 exploitants[6]
- 5 550 164 MRU de valeur ajoutée totale annuelle, soit 21 765 MRU/an/exploitant[5]

### Unions des Métiers
Les 45 coopératives du PND sont organisées et représentées par 4 Unions des Métiers (UdM), une pour chaque corps de métier (Pêche - Élevage - Cueillette et artisanat - Maraîchage), formalisées en 2016 avec l'appui du PND. Les UdM ont pour objectif de promouvoir les activités socio-économiques, d’encadrer et de valoriser la production dans la zone du parc, d’assurer la formation des usagers des ressources naturelles pour renforcer leurs capacités, ou encore de rechercher des financements pour la réalisation des programmes de développement durable.

## Gouvernance de l'aire protégée

### Une gestion basée sur l'hydrologie
En mettant en place en 1994 un système de digues et de vannes, le PND a créé un système d’estuaire artificiel inédit, composé de sept bassins qui se vident et se remplissent selon les rythmes saisonniers.
Sous la supervision de l’OMVS et en collaboration avec les populations locales, le Comité pluridisciplinaire de Suivi Hydrologique (CSH) du parc se réunit régulièrement chaque année discuter et convenir du nouveau plan de gestion de l’eau (appelé scénario d’inondation), en tenant compte des enseignements de la campagne d’inondation passée. Pour avoir une vision précise et à jour de la situation dans les bassins, les suivis hydrologique et hydrogéologique hebdomadaires réalisés par les équipes de terrain du parc sont au cœur du bon fonctionnement hydrologique et écologique de la zone, puisqu’ils servent de base aux décisions du CSH.
Cette gestion hydrologique a finalement permis de reproduire le fonctionnement de l’estuaire du bas-delta avec une saison humide (juillet-mars) et une saison sèche (avril-juin), et ainsi de restaurer et conserver la richesse des écosystèmes et des activités humaines qui dépend de ces variations hydrologiques saisonnières.

### Plan d'aménagement et de gestion (PAG)
Pour organiser et coordonner ses activités en phase avec ses missions, le PND est doté depuis 1997 d’un Plan d’aménagement et de gestion (PAG) quinquennal définissant l’ensemble des mesures de gestion à réaliser au cours de chaque année de l’exercice budgétaire. Le dernier en date définit les activités et les résultats prévus sur la période 2018-2022, et est composé de six programmes divisés en actions concrètes et budgétisées pour maintenir le bon état de santé de la zone : 1. Gestion hydrologique, 2. Gestion conservatoire, 3. Co-gestion avec les populations locales, 4. Développement territorial responsable, 5. Communication et éducation environnementale, et 6. Gouvernance partagée et gestion de l’institution.
Pour exécuter ce PAG, le PND est géré par un directeur, Daf Ould Sehla Ould Daf, épaulé par un Conseil d'administration (CA) qui se réunit trois fois par an, un conseil scientifique et un Comité pluridisciplinaire de suivi hydrologique (CSH).

### Partenaires techniques et financiers
Le parc est en effet capable de mener à bien ses actions récurrentes de protection de la zone, grâce au financement durable de l’État mauritanien (subvention annuelle dans le cadre de la Loi des Finances Initiale) et depuis 2015 du BACoMaB Trust Fund (Fonds fiduciaire du banc d’Arguin et de la biodiversité côtière et marine). À cela vient s’ajouter l’appui des partenaires techniques et financiers, comme  la Coopération allemande (BMZ, GIZ et KfW), l’UE (Union européenne), la Banque mondiale et WACA, le GEF (Fonds mondial pour l’environnement), l’UICN (Union internationale pour la conservation de la nature), l’UNESCO (Organisation des Nations unies pour l'éducation, la science et la culture), l’AFD (Agence française de développement), l’OMVS (Organisation pour la mise en valeur du fleuve Sénégal), le RAMPAO (Réseau régional d'aires marines protégées en Afrique de l'Ouest), le PRCM (Programme régional de conservation de la zone côtière et marine en Afrique de l'Ouest), la Convention de Ramsar, la MAVA (Fondation pour la Nature), Wetlands International, etc..

## Réserve de biosphère transfrontalière du bas-delta du fleuve Sénégal
Depuis le 27 juin 2005, le PND est compris dans la réserve de biosphère transfrontière du bas-delta du fleuve Sénégal (RBTDS), classée par l'UNESCO, qui constitue une entité écologique transfrontière, avec des sites de part et d’autre du fleuve Sénégal, avec le PND et la réserve naturelle du Chat Tboul en Mauritanie, et les parcs nationaux du Djoudj, de la Langue de Barbarie et la réserve de Guembeul au Sénégal.
La RBTDS couvre une superficie totale de 641 768 ha (186 908 ha en Mauritanie, et 454 860 ha au Sénégal) dont 562 470 ha sont situés en zone continentale et 79 298 ha en zone maritime. Cette RBT englobe des écosystèmes terrestres et aquatiques abritant une importante diversité biologique. Il s’agit de la deuxième RBT de l’Afrique de l’Ouest et de l’unique RBT terrestre et maritime au monde.
Sa dimension transfrontière est rendue nécessaire par l’existence de peuplements humains et d’une histoire en partie commune sur les deux rives du fleuve Sénégal. Enfin, le haut niveau d’artificialisation qui caractérise le système du delta à la suite des aménagements du fleuve requiert une réponse de gestion coordonnée, qui doit se baser sur des efforts accrus pour mieux comprendre le fonctionnement et l’hydraulicité de l’ensemble de ce vaste système de zones humides.
L’approche proposée au travers de la RBTDS doit permettre de fédérer les capacités et les compétences nationales et internationales au service d’une véritable intégration de la gestion hydrologique et conservatoire de l’espace du delta, dans le but de préserver à la fois sa capacité d’accueil biologique, et sa valeur socio-économique pour les populations locales.